# 映画ドラえもんのひみつ道具

このページでは、映画ドラえもんの道具いわゆるひみつ道具の中で、下記の作品に登場するものを列記する。
- 大長編アニメ映画『ドラえもん』シリーズおよびその漫画版
- 原作短編アニメ映画『ドラえもん』シリーズ（藤本弘が描いた短編漫画の短編アニメ映画化）
- アニメ映画『ドラミちゃん』シリーズ

すべての道具と出典が記されているわけではない。

## 長編作品のひみつ道具名一覧（作品別）
長編映画『ドラえもん』に登場するひみつ道具の名称のみを、作品別に記す。作品は公開順。漫画、リメイク映画は、初公開時の項に併記する。

### のび太の恐竜
- 1979漫画 - 1979年12月開始の連載長編漫画
- 1980映画 - 1980年3月公開のアニメ映画
- 1983漫画 - 1983年11月発行の漫画単行本（36頁加筆）
- 2006映画 - 2006年3月公開のアニメ映画『のび太の恐竜2006』
- 道具が登場する作品に「1」と記載。

| #  | ひみつ道具名         | 1979 漫画 | 1980 映画 | 1983 漫画 | 2006 映画 |
| -- | -------------------- | --------- | --------- | --------- | --------- |
| 1  | タイムふろしき       | 1         | 1         | 1         | 1         |
| 2  | 成長促進剤           | 1         | 1         | 1         | 0         |
| 3  | スモールライト       | 1         | 1         | 1         | 1         |
| 4  | タイムマシン         | 1         | 1         | 1         | 1         |
| 5  | ビッグライト         | 0         | 1         | 0         | 0         |
| 6  | タイムテレビ         | 1         | 1         | 1         | 1         |
| 7  | エラチューブ         | 1         | 1         | 1         | 1         |
| 8  | 深海クリーム         | 1         | 1         | 1         | 1         |
| 9  | 着せかえカメラ       | 1         | 1         | 1         | 1         |
| 10 | コンクフード         | 1         | 0         | 1         | 1         |
| 11 | タケコプター         | 1         | 1         | 1         | 1         |
| 12 | 万能加工ミニ工場     | 0         | 0         | 1         | 1         |
| 13 | キャンピングカプセル | 1         | 1         | 1         | 1         |
| 14 | 桃太郎印のきびだんご | 1         | 1         | 1         | 1         |
| 15 | ラジコンねん土       | 1         | 1         | 1         | 0         |
| 16 | 立体コピー紙         | 1         | 0         | 1         | 0         |
| 17 | 交通安全お守り       | 0         | 0         | 1         | 1         |
| 18 | 即席エレベーター     | 0         | 0         | 1         | 0         |
| 19 | 通りぬけフープ       | 1         | 1         | 1         | 1         |
| 20 | ヒラリマント         | 1         | 1         | 1         | 0         |

### のび太の宇宙開拓史
- 1980漫画 - 1980年8月開始の連載長編漫画[1]
- 1981映画 - 1981年3月公開のアニメ映画
- 2009映画 - 2009年3月公開のアニメ映画『新・のび太の宇宙開拓史』
- 道具が登場する作品に「1」と記載。

| #  | ひみつ道具名              | 1980 漫画 | 1981 映画 | 2009 映画 |
| -- | ------------------------- | --------- | --------- | --------- |
| 1  | タイムふろしき            | 1         | 1         | 1         |
| 2  | ミニプレーヤー            | 1         | 1         | 0         |
| 3  | ミニ球場                  | 1         | 1         | 0         |
| 4  | タケコプター              | 1         | 1         | 1         |
| 5  | 救命イカダ                | 1         | 1         | 1         |
| 6  | 食用宇宙服                | 1         | 1         | 1         |
| 7  | ゆめたしかめ機            | 1         | 1         | 1         |
| 8  | 万能巣箱                  | 1         | 1         | 0         |
| 9  | ヒラリマント              | 1         | 1         | 1         |
| 10 | ジャイロカプセル          | 1         | 1         | 1         |
| 11 | 空気大砲                  | 1         | 1         | 1         |
| 12 | ビッグライト              | 0         | 1         | 0         |
| 13 | スモールライト            | 0         | 1         | 1         |
| 14 | 大型災難訓練機            | 0         | 1         | 0         |
| 15 | 通りぬけフープ            | 0         | 1         | 1         |
| 16 | チューリップ号 （ドラミ） | 0         | 0         | 1         |
| 17 | 手ばり （ドラミ）         | 0         | 0         | 1         |
| 18 | タケコプター （ドラミ）   | 0         | 0         | 1         |

使われなかった道具
- 1981年版、2009年版
  - どこでもドア
- 1981年版
  - もどりライト
  - イメージ灯
  - ダッピ灯
  - 月光灯
  - デラックスライト
  - 復元光線

### のび太の大魔境
- 1982映画 - 1982年公開のアニメ映画
- 2014映画 - 2014年公開のアニメ映画『新・のび太の大魔境  〜ペコと5人の探検隊〜』

| 1982映画                | 2014映画            |
| ----------------------- | ------------------- |
| 自家用人工衛星          | 自家用衛星          |
| キャンピングハット      |                     |
| 蒸気船                  |                     |
| 植物改造液 植物改造注射 | 植物改造エキスI・II |
| 即席エレベーター        |                     |
| 出前電話                |                     |
| どこでもドア            |                     |
| 六面カメラ              |                     |
| かべかけ犬小屋          |                     |
| かべかけハウス          |                     |
| ショックガン            |                     |
| タケコプター            |                     |
| スモールライト          |                     |
| 桃太郎印のきびだんご    |                     |
| 猛獣さそいよせマント    |                     |
| さかのぼりボート        |                     |
| 重力ペンキ              |                     |
| 電車ごっこロープ        |                     |
| ほんやくコンニャク      |                     |
| スーパー手ぶくろ        |                     |
| 名刀電光丸              |                     |
| 空気砲                  |                     |
| 先取り約束機            |                     |
| 通りぬけフープ          |                     |
|                         | 変身ドリンク        |
|                         | きせかえカメラ      |

### のび太の海底鬼岩城
1983年公開のアニメ映画。
- 水中バギー
- カメレオンぼうし
- テントアパート
- テキオー灯
- 深海用海草胞子と魚の卵各種つめあわせ
- 海底クッキングマシーン
- とりよせバッグ
- タケコプター
- 水中キャンプファイア
- 消光電球
- ほんやくコンニャク
- ムードもりあげ楽団
- スモールライト
- 水上もうせん
- どこでもドア
- 水圧砲
- ヒラリマント
- ショックガン
- ジェットモグラ
- 通りぬけフープ

### のび太の魔界大冒険
- 1984映画 - 1984年公開のアニメ映画
- 2007映画 - 2007年公開のアニメ映画『のび太の新魔界大冒険  〜7人の魔法使い〜』

| 1984年映画                    | 2007年映画           |
| ----------------------------- | -------------------- |
| もしもボックス                |                      |
| 魔法のぼうし                  | 魔法帽               |
| そくせき魔法帽 （ドラミ）     |                      |
| あべこべクリーム              |                      |
| ヒラリマント                  |                      |
| ほんやくコンニャク            |                      |
| タケコプター                  |                      |
| 石ころぼうし                  | モーテン星           |
| 道路光線                      |                      |
| 方位磁石                      |                      |
| 耳バン                        |                      |
| 虫の知らせアラーム （ドラミ） |                      |
| タイムマシン                  |                      |
| とりよせバッグ                |                      |
| 照明ミサイル                  |                      |
| もしもボックス （ドラミ）     |                      |
| タイムふろしき （ドラミ）     | タイムふろしき       |
| 通り抜けフープ                |                      |
| スパイ衛星                    |                      |
| ビッグライト （ドラミ）       | ビッグライト         |
| ショックガン                  |                      |
|                               | ロボッター           |
|                               | 月光灯               |
|                               | オールシーズンバッジ |
|                               | 空気砲               |
|                               | どこでもドア         |
|                               | 鬼は外ビーンズ       |
|                               | モグラ手ぶくろ       |
|                               | ドラえもん型気球     |

美夜子の魔法道具
- 北風のくれたテーブルかけ
- 魔法のじゅうたん
- 魔界剣
- 銀のダーツ

### のび太の宇宙小戦争
- 1985映画 - 1985年公開のアニメ映画
- 2022映画 - 2022年公開のアニメ映画『のび太の宇宙小戦争2021』

| 1985映画                      | 2022映画           |
| ----------------------------- | ------------------ |
| スモールライト                |                    |
| かべ紙秘密基地                |                    |
| かべ紙格納庫                  |                    |
| 天才ヘルメット                |                    |
| 技術手袋                      |                    |
| どこでもドア                  |                    |
| ロボッター ・チータローション |                    |
| タケコプター                  |                    |
| ドンブラ粉                    |                    |
| 片づけラッカー                | かたづけラッカー   |
|                               | 石ころ帽子         |
|                               | 空気砲             |
|                               | ほんやくコンニャク |
|                               | クロマキーセット   |

### のび太と鉄人兵団
- 1986映画 - 1986年公開のアニメ映画
- 2011映画 - 2011年公開のアニメ映画『新・のび太と鉄人兵団  〜はばたけ 天使たち〜』

| 1986年映画                        | 2011年映画           |
| --------------------------------- | -------------------- |
| 逆世界入りこみオイル              |                      |
| おざしきつり堀                    | おざしきつりぼり     |
| 入りこみミラー                    | 入りこみ鏡           |
| どこでもドア                      |                      |
| 糸なし糸電話                      |                      |
| サイコントローラー                |                      |
| かるがる手袋                      |                      |
| タケコプター                      |                      |
| メカ救急箱                        |                      |
| 金属探知チョーク                  |                      |
| ほんやくコンニャク                |                      |
| 空気砲                            |                      |
| タイムテレビ                      | タイム電話           |
| タケコプター                      |                      |
| スモールライト                    |                      |
| 瞬間接着銃                        |                      |
| コンピューター睡眠薬              | 眠り薬               |
| スペアポケット                    |                      |
| ショックガン ・探しものステッキ   |                      |
| 改良型山びこ山 ・かべ紙シェルター |                      |
| タイムマシン                      |                      |
| 即席落とし穴                      |                      |
|                                   | おはなしボックス     |
|                                   | ミサイル             |
|                                   | 通りぬけフープ       |
|                                   | 耳バン               |
|                                   | 望遠磁石             |
| ビッグライト                      | スモールライト       |
|                                   | 衛星テレビ           |
|                                   | ピッポの信号増幅装置 |
|                                   | ヒラリマント         |

### のび太と竜の騎士
1987年公開のアニメ映画。
1987年「のび太と竜の騎士」
- どこでもホール
- ○×（まるばつ）うらない
- 新型バギー
- るす宅警報テレビ
- インスタントルームセットお湯付き
- ピッカリゴケ/日光ゴケ
- ほんやくコンニャク
- タントサンソあめ
- ゆめふうりん
- タケコプター
- ハッタリバズーカ
- こけおどし手投げ弾
- おどかしミサイル/見せかけミサイル
- 見せかけ銃
- 通りぬけフープ
- ミニ探検隊
- ホログラフィー
- 桃太郎印のきびだんご
- 風雲ドラえもん城
- 天地逆転オイル
- ライト
- ポップ地下室

### のび太のパラレル西遊記
1988年公開のアニメ映画。
- ヒーローマシン
- コウモリホイホイ銃
- タイムマシン
- 気配アラーム
- タケコプター
- スパイ衛星
- どこでもドア
- ヒラリマント
- ほんやくコンニャク
- チューリップ号 （ドラミ）
- 雲製造機
- キャンピングカプセル
- タイムマシン（自動音声装置）
- 蒸留水（冷却水）
- 如意棒
- 如意スティック
- 筋斗雲
- きんとフード

### のび太の日本誕生
- 1989映画 - 1989年公開のアニメ映画
- 2016映画 - 2016年公開のアニメ映画『新・のび太の日本誕生』

| 1989映画                                 | 2016映画                   |
| ---------------------------------------- | -------------------------- |
| 原始生活セット                           |                            |
| 時空震カウンター                         |                            |
| 万能ペットフード（グルメン）             |                            |
| 動物の遺伝子アンプルとクローニングエッグ |                            |
| タケコプター                             |                            |
| 万能クリーナー                           | 瞬間クリーニングドライヤー |
| どこでもドア                             |                            |
| キャンピングカプセル                     |                            |
| たずね人ステッキ                         |                            |
| ほんやくコンニャクお味噌味               | ほんやくコンニャク醤油味   |
| トレアドール                             |                            |
| リニアモーターカーごっこ                 |                            |
| レーザー検査機                           |                            |
| オートマチック花火                       |                            |
| ヒラリマント                             |                            |
| 瞬間接着銃                               |                            |
| 通りぬけフープ                           |                            |
| ウルトラタイムウォッチ                   | ウルトラストップウォッチ   |
| レスキューボトル                         |                            |
| らくらくシャベル                         |                            |
| ノビール水道管                           |                            |
| ミニ家具                                 |                            |
| ラジコン雨雲                             |                            |
| 花園ボンベ                               |                            |
| 畑のレストラン                           |                            |
| ラジコン太陽                             |                            |
|                                          | ドンブラ粉                 |
| タイムマシン                             |                            |
|                                          | 名刀電光丸                 |
|                                          | タイム電話                 |

### のび太とアニマル惑星
1990年公開のアニメ映画。
- 動物ごっこ帽子
- 探検セット（みの虫式ねぶくろ、カツどん入り圧縮非常食、どろ水浄水器、糸なし糸電話、警報用花火、ミニカラオケセット歌詞カード付）
- ノビールハンド
- タケコプター
- 植物あやつり機
- ジェットモグラ
- 目じるし
- 台風のお目々
- ショックガン
- キャンピングカプセル
- 宇宙救命ボート
- タイム虫メガネ
- 雲製造機 （改造版）
- ドラえもんの時計
- ツキの月
- 空気砲

### のび太のドラビアンナイト
1991年公開のアニメ映画。
- 絵本入りこみぐつ
- おりこうターバン
- ほんやくコンニャク
- タイムマシン
- 宇宙完全大百科
- タケコプター
- スペアポケット
- グルメテーブルかけ
- ノビール水道管
- 四次元ポケット
- みの虫式スリーピングバッグ
- 風神うちわ
- ネットロケット
- スモールライト
- 変身ドリンク
- 通りぬけフープ
- 空飛ぶふろしき

シンドバッドのコレクション
- 空飛ぶじゅうたん
- ビンの魔人
- ランプの魔人
- 兵士の種
- 岩戸
- ダンシングドール
- わすれ薬
- 砂イルカ
- 砂クジラ
- 千里眼池
- サルの召使い
- 砂船
- 胸さわぎブローチ
- 空とぶ木馬

### のび太と雲の王国
1992年公開のアニメ映画。
- タケコプター
- 植物の元シリーズ
- ロボッター
- 雲の国王冠
- 飛行スカーフ
- 自動万能工事マシン
- 雲よせ機
- 雲がためガス
- うき水ガス
- 雲ローラー
- どこでもドア
- ゴーゴーカザグルマ
- マジックドーム
- 宇宙完全大百科
- お医者さんカバン
- ソーラーカー
- 通りぬけフープ
- ソーラーボート
- まいごさがし機「ごはんだよー」
- 雲もどしガス
- ？（びっくり人形）

### のび太とブリキの迷宮
1993年公開のアニメ映画。
- ミニドラえもん
- タケコプター
- ウルトラバランススキー
- スモールライト
- 荷物運び用お荷物
- テキオー灯
- スペアポケット
- 四次元くずかご
- ヘッドライト
- 迷路探査ボール
- 絶対安全救命いかだ
- 必中ゴムパチンコ
- ビッグライト
- 通りぬけフープ

チャモチャ星の道具
- どこでもトランク
- イメコン
- カプセル
- ポンポン船
- ガイドマウス
- 潜水艦
- コンピュータウイルス
- ホタルライト

### のび太と夢幻三剣士
1994年公開のアニメ映画。
- 気ままに夢見る機（アンテナ、カセット、リモコン、瞬間クリーニングドライヤー）
- 魔法のほうき
- どこでもドア
- タイム電話
- タケコプター
- 四次元ポケット
- 手なげミサイル
- とりよせバッグ
- ビッグライト
- ミニ雷雲
- 寒波発射扇風機
- 無重力ネット

### のび太の創世日記
1995年公開のアニメ映画。
- 創世セット（神さまステッキ、神さまシート、宇宙の素、フワフワリング、神さま雲）
- 太陽直径計測機
- タケコプター
- 進化退化放射線源
- つかみ取りバズーカ
- UFOカメラ
- タイムマシン
- バショー扇
- 地図作成用プリンター
- おとりロボット
- 伝書バット
- 木材磁石
- ほんやくコンニャク
- どこでもドア
- 石ころ帽子
- タイムテレビ
- スペアポケット
- 無敵ホコとタテ全自動式
- エアコンボール
- フエルミラー
- 正体スコープ
- ゴーゴーカザグルマ
- たずね人ステッキ
- 植物改造エキス
- お医者さんカバン

### のび太と銀河超特急
1996年公開のアニメ映画。
- 銀河超特急ミステリートレイン
- ミステリー列車のきっぷ
- 通りぬけフープ
- どこでもドア
- 宇宙ドリンク
- タケコプター
- ドンブラ粉
- フワフワ銃
- ベアリングロード
- ペタリ手ぶくろとくつ
- チューイングピザ
- ナビゲーター
- 真空ソープ
- ミニ虎の巻

### のび太のねじ巻き都市冒険記
1997年公開のアニメ映画。
- 生命のねじ
- タマゴコピーミラー
- テキオー灯
- タイムマシン
- どこでもドア
- タケコプター
- 人工衛星と発射台
- ビッグライト
- 太陽電池
- ミニ雨雲
- スピードフラワー
- 通りぬけフープ
- ビッグリ人形
- 人間機関車・客車つき
- やみくもガス
- 石ころ帽子
- スペアポケット
- たまご逆転装置
- 司令モニター
- フワフワ銃

### のび太の南海大冒険
1998年公開のアニメ映画。
- 地図拡大機
- 宝さがし地図
- 夢たしかめ機
- ほどほどあらし
- 宝さがし帆船
- どこでもドア
- タケコプター
- 変身リングカード付き
- きせかえカメラ
- ほどほど大砲
- キャンピングカプセル
- キューピッドの矢
- ほんやくコンニャク
- 伝説復元機
- カラオケマイク
- ジャック豆
- 無生物さいみんメガホン
- おしり印のきびだんご

### のび太の宇宙漂流記
1999年公開のアニメ映画。
- スタークラッシュ
- おざしき宇宙船
- おくれカメラ
- タイムふろしき
- 宇宙クリームスプレータイプ
- 宇宙救命ボート
- タケコプター
- ハメルンチャルメラ
- スペースイーター
- どこでもドア
- 通りぬけフープ
- 遠くの人目ざまし
- ハイドー手綱
- 材質変換機
- ビッグライト
- ヒラリマント
- ネンドロン
- 潜地艦
- 空飛ぶ荷札（宇宙用）
- カチンカチンライト

### のび太の太陽王伝説
2000年公開のアニメ映画。
- 万能舞台セット
- ミニドラえもん
- とりかえっこふろしき
- タイムホールとタイムトリモチ
- 瞬間クリーニングドライヤー
- タケコプター
- 手品ステッキ
- ほんやくコンニャク
- きせかえカメラ
- お天気ボックス
- スペアポケット
- どこでもドア
- 超スーパーふうせんガム
- 強力うちわ「風神」
- どこでもだれでもローラースケート
- キャンピングカプセル
- 桃太郎印のきびだんご
- 四次元ポケット
- ラジコンアンテナとコショー
- 空気砲

### のび太と翼の勇者たち
2001年公開のアニメ映画。
- バードキャップ（新型）
- かたづけラッカー
- タケコプター
- カチンカチンライト
- どこでもエレベーター
- 巣箱型キャンピングセット
- ラッカーおとし
- タイムふろしき
- わすれろ草
- しずみ玉
- 瞬間クリーニングドライヤー
- 空気砲とショックガン
- 進化退化放射線源
- テキオー灯
- ほんやくコンニャク
- スモールライト
- ヒラリマント
- モーゼステッキ
- コエカタマリン

鳥野博士のひみつ道具
- タイムマシン
- 進化退化放射線源

### のび太とロボット王国
2002年公開のアニメ映画。
- みの虫式スリーピングバッグ
- 未来デパート通販マシン（ひょうろんロボット、めざましロボット、オバ・ロボット、おそうじロボット、注射ロボット、イモほりゴンスケ、ムードもりあげ楽団/ピエロくん、ころばし屋、ばっ金箱）
- タイムマシン
- かべ紙ひみつ基地
- とりよせバッグ
- スペアポケット
- タケコプター
- 時限バカ弾
- ノビールハンド
- きせかえカメラ
- なんでも操縦機
- ふつうのヤカンとコップ
- くすぐりノミ
- 本物コピー機

超空間で落としてしまったひみつ道具
- 空気砲
- お医者さんカバン
- スモールライト
- ショックガン
- スーパー手袋

### のび太とふしぎ風使い
2003年公開のアニメ映画。
- フリーサイズぬいぐるみカメラ
- 分せき機
- タケコプター
- ふつうのドライヤー
- 宇宙完全大百科
- ドラでカイト
- ほんやくコンニャク
- 上昇気流マット
- どこでもドア
- 四次元ポケット
- お祭りうちわ
- たつまきストロー
- とりよせバッグ
- おばけつづら
- コケおどし手投げ弾
- ビッグライト
- 空気砲

嵐族の道具
- 風スピー
- ブンブン

ストームの道具
- こうそくカプセル
- 四次元ペットボトル
- タイムマシン

### のび太のワンニャン時空伝
2004年公開のアニメ映画。
- ワンチャンごっこつけ耳
- 壁かけ犬小屋
- 無料フード製造機
- スモールライト
- どこでもドア
- スペアポケット
- ビッグライト
- ねん力目薬
- シャミーへのプレゼント（七色の鈴）
- 進化退化光線銃
- タイムマシン
- ひかりごけ
- きせかえカメラ
- 暗くなる電球
- 即席落とし穴
- タケコプター
- タイムふろしき
- モグラ手ぶくろ
- 名刀電光丸

### のび太と緑の巨人伝
2008年公開のアニメ映画。
- 植物自動化液
- 緑アンテナ
- タイムマシン
- タンマウォッチ
- タケコプター
- やくしゃダイコン
- かたづけラッカーDX
- ドラえもん気球
- ピコピコハンマー
- ふつうのヤカン
- どこでもドア - 予告編のみ登場

### のび太の人魚大海戦
2010年公開のアニメ映画。
- 架空水面シミュレーター・ポンプ
- トトスキー
- 架空海水まきぞえガス
- おざしきつりぼり
- 架空水体感メガネとかなづち用足ビレ
- フエルミラー
- ビッグライト
- ソフィアの人形スーツ
- タイム電話
- ほんやくコンニャク
- ゴーホームオルゴール
- スポット照明と水中カメラ
- どこでもドア
- タケコプター
- たからさがしペーパーとあぶりだし暖炉
- 水よけロープとテントアパート
- テキオー灯
- 手ぼりデラックスバージョン
- スペアポケット
- 水圧砲
- タイムマシン
- ただのサーフボード
- 名刀電光丸

ドラミのひみつ道具
- タイム電話ニューモデル
- チューリップ号
- タケコプター
- ヒラリマント
- ストップウォッチ
- インスタントパール

### のび太と奇跡の島〜アニマル アドベンチャー〜
2012年公開のアニメ映画。
- タイムホールとタイムとりもち
- ワスレンボー
- タイム電話
- スモールライト
- 桃太郎印のきびだんご
- おとりロボデラックス
- どこでもドア
- タケコプター
- ビッグライト
- カムカムキャット
- コエカタマリン
- 空気クレヨン
- ほんやくコンニャク
- こいこいマーク
- 空間接着剤
- 強力うちわ（風神）
- チアガール手ぶくろ
- 黄金バット
- 即席落とし穴

ドラミのひみつ道具
- チューリップ号

### のび太のひみつ道具博物館
2013年公開のアニメ映画。
- シャーロック・ホームズセット（推理ぼう、ズバリパイプ、手がかりレンズ、レーダーステッキ）
- カムカムキャット
- タイタニックロボ
- きせかえカメラ
- タイム電話
- 食用宇宙服
- スッポンロボ
- 手ばり
- おざしきつりぼり
- ガードロボ
- パトボール
- コピーロボット
- ガリバートンネルマークII
- かるがる手ぶくろ
- 空気クレヨン
- 花咲か灰
- 初期型きせかえカメラ
- 名刀電光丸
- 空気砲
- ナカミスイトール
- 復元光線
- タケコプター

怪盗DXのひみつ道具
- スプレー式ドリームガン
- ころばし屋
- きこりの泉
- 抜け穴ボールペン
- ゴルゴンの首

マスタード警部のひみつ道具
- 落とし物カムバックスプレー
- 正直電波

フィークス館長のひみつ道具
- 芝刈り魚
- なんでも貯金箱製造機
- タマゴ産ませ灯
- 鬼は外ビーンズ

これら以外にも、博物館の展示物として多くのひみつ道具が登場する。

### のび太の宇宙英雄記
2015年公開のアニメ映画。
- グレードアップライト
- ひみつ木っち
- ほんやくコンニャク
- きせかえカメラ
- 超小型撮影カメラ
- ヒラリマント
- タケコプター
- 宇宙カプセル
- ムードもりあげ楽団
- 透明マント
- グルメテーブルかけ
- カチンカチンライト
- ビッグライト
- 空気砲
- モグラ手ぶくろ

### のび太の南極カチコチ大冒険
2017年公開のアニメ映画。
- 極地探検スーツ
- 氷ざいくごて
- ふかふかスプレー
- ピーヒョロロープと極地探検用ソリ
- 氷底探検車
- 未来の地図
- 氷年代そくてい機
- タケコプター
- どこでもドア
- タイム電話
- 急速冷灯
- 使い捨て人工太陽
- 探査モグラ
- 驚音波発振式害獣撃退器
- ここほれワイヤー
- 指かざし棒
- タイムベルト
- ほんやくコンニャク
- かべ紙ハウス
- とりよせバッグ
- コエカタマリン
- トレーサーバッジ
- ヒラリマント
- さがし物ステッキ
- 空気砲

### のび太の宝島
2018年公開のアニメ映画。
- 組み立て帆船
- なりきりキャンプバット
- ノビタオーラ号（ニューノビタオーラ号）
- スモールライト
- ビッグライト
- どこでもドア
- 宝探し地図
- ウオライダー
- 海上トランポリンスプレー
- 重力ペンキ
- フエルミラー
- ミニドラ
- コスチューム定着スプレー
- 名刀電光丸
- ころばし屋
- こけおどし手投げ弾
- 蛍光方向クラゲの種
- 桃太郎印のきびだんご
- サメライダー
- お医者カバン
- タケコプター
- 空気砲
- 時限バカ弾
- ヒラリマント
- スーパー手ぶくろ
- ショックガン
- 手ばり
- 救命イカダ
- 風神うちわ
- 水手ぶくろ
- 四次元くずかご

### のび太の月面探査記
2019年公開のアニメ映画。
- 異説クラブメンバーズバッジ（マイク）
- 動物ねんど
- お餅つきセット
- ドラバルーン
- ピッカリダケ
- 打ち上げドーム
- インタント植物のたね
- 実物ミニチュア大百科
- タケコプター
- どこでもドア
- どこでもじゃぐち
- ピッカリゴケ
- スペースカート
- わすれろ草
- 桃太郎印のきびだんご
- 警察犬つけ鼻
- スーパー手ぶくろ
- ほんやくコンニャク
- 虫のしらせアーム
- スペアポケット
- お医者カバン
- テキオー灯
- 瞬間接着銃
- 空気砲
- 吸い寄せ磁石
- ヒラリマント
- 通りぬけフープ
- コエカタマリン
- 地平線テープ
- 四次元ポケット

### のび太の新恐竜
2020年公開のアニメ映画。
- 探検隊セット
- 飼育用ジオラマセット
- ともチョコ
- どこでもバンダナ
- たまご探検隊
- お医者さんカバン
- タケコプター
- 宇宙完全大百科
- タイムふろしき
- スモールライト
- かたづけラッカー
- インタントミニチュア製造カメラ
- タイムマシン
- 足跡スタンプ
- キャンピングバルーン
- 空間移動クレヨン
- 即席魚のもと
- ビッグライト
- 空気砲
- 逆時計
- たずね人ステッキ
- 糸なし糸電話

### のび太と空の理想郷
2023年公開のアニメ映画。
- タイムツェッペリン
- タケコプター
- どこでもドア
- 四次元ゴミ袋
- インスタントひこうきセット
- タイム新聞
- タイム電話
- グルメテーブルかけ
- ひらりマント
- へんしんビーム
- とうめいマント
- ビッグライト
- 通り抜けフープ
- 吸音機
- タイムマシン

ソーニャのひみつ道具
- スモールライト

マリンバのひみつ道具
- 四次元ポーチ
- 変身マント

### のび太の地球交響楽
2024年公開のアニメ映画。
- あらかじめ日記
- タケコプター
- ムードもりあげ楽団
- ロボッター
- ほんやくコンニャク
- 運命の赤い糸
- 音楽家ライセンス
- マエストロハットとなりきり指揮棒
- 音楽イモ
- どこでもドア
- ネムケスイトール
- かべがみハウス
- ハッスルねじまき
- メカ救急箱
- 技術手袋
- 時空間チェンジャー
- オモイデコロン
- コエカタマリン
- テキオー灯
- 空気泡
- 客よせチャルメラ

### のび太の絵世界物語
2025年公開のアニメ映画。
- タケコプター
- はいりこみライト
- ムード盛り上げ楽団 - OPに登場
- ほんやくコンニャク
- メガネ型年代測定器 - パンフレット・小説で名称が表記
- 水ビル建築機
- 水加工用ふりかけ
- 水加工用ふりかけ（大瓶）
- 水加工用ふりかけ（ねん土） - 小説で名称が表記
- 水もどしふりかけ
- タイムてぶくろとめがね
- きせかえカメラ
- グルメテーブルかけ
- ノビール水道管 - 小説で名称が表記
- ブラックホールペン-公式Xにて記載あり
- イメージベレー帽
- タイムマシン
- スペアポケット
- とうめいマント
- 糸なし糸でんわ
- パトボールとモニタ - パンフレット・小説で名称が表記
- 無生物さいみんメガホン
- かるがるつりざお
- ころばし屋
- ナゲーなげなわ
- 空気砲
- ひらりマント
- ショックガン
- 瞬間接着銃
- バショー扇
- 本物クレヨン
- スーパー手袋
- モーゼステッキ
- 瞬間クリーニングドライヤー
- 復元光線

ソドロのひみつ道具
- ヒトマネロボット
- グッスリロングまくら
- 万能わな
- 空飛ぶじゅうたん - 小説で名称が表記

小説のみ登場
- ノビール水道管温泉用
- タスケテ帽
- 全自動手錠
- ビッグライト

## ひみつ道具の詳細（50音順）
長編映画『ドラえもん』、原作短編映画『ドラえもん』、映画『ドラミちゃん』に登場するひみつ道具（詳細は#対象作品を参照）のうち、藤本弘が執筆した漫画作品に登場しない道具、名前が異なる道具等の詳細を以下に記す。

### 足跡スタンプ
足跡スタンプ（あしあとスタンプ）は、『映画ドラえもん のび太の新恐竜』に登場する。
対象物の足形を取るとその形のスタンプになり、それを地面に向かって捺すことで同じ足形を持つ動物の足跡が光り、辿ることができる。
漫画での名称は「追跡スタンプ」となっている。

### 石メガネ
石メガネ（いしメガネ）は、漫画『ドラえもん のび太の新恐竜』に登場する。
石の組成パターンを見ることができる道具。
小説では「石めがね」という名称で、地質や地層を見ることができる道具となっている。映画では「石眼鏡」という名称で、化石や地層を見るといつ頃の年代の物か分かるという道具として設定画まで描かれたものの、制作上の都合で使用されなかった（未登場）。

### 一日でおぼえるアラビア語会話
一日でおぼえるアラビア語会話（いちにちでおぼえるあらびあごかいわ）は、『大長編ドラえもん のび太のドラビアンナイト』に登場する。
ドラえもんの道具ではなく、22世紀の時間旅行公社に所属するツアーコンダクター兼ガイドロボットのミクジンの道具。
旅の目的地が794年のアラビアのバグダッドだった事から、ミクジンは出発前にこの本を読んでアラビア語の事前習得を勧めたが、ドラえもん達には「ほんやくコンニャク」が有るのでこの道具を使う必要が無かった為、作中では使用されなかった。

### インスタント飛行機セット
インスタント飛行機セット（インスタントひこうきセット）は、映画『ドラえもん のび太と空の理想郷』に登場する。
小袋に入った小さな飛行機のおもちゃ。ドラえもんがタイムツェッペリンを購入した際におまけで付いてきた。飛行機に付いたボタンを押すと飛行服姿になり、その際に腕のボタンを押すと背中に背負った飛行機が大きくなって操縦することが出来る。飛行服は上空の温度や気圧の変化にも耐えられる。飛行機は充電式らしく、バッテリー切れを起こした際は「ジュウデンシテクダサイ」と操縦席のパネルに表示がされる。
道具の名称は媒体によって「飛行機」の表記に違いがあり、小説・アニメコミックスでは漢字、作中でのパッケージおよび映画パンフレットでは平仮名になっている。

### インスタントルームお湯付き
インスタントルームお湯付き（インスタントルームおゆつき）は、映画『ドラえもん のび太と竜の騎士』に登場する、ドラえもんの道具。
小さな粒にお湯をかけると、部屋があっという間にでき上がる。
『映画ドラえもん25周年公式サイト』は道具名を「インスタントルームセット」としている。また、原作漫画『大長編ドラえもん のび太と竜の騎士』ではこの道具の代わりに「岩細工セット」が登場する。

### インディラジョンソンの冒険
インディラジョンソンの冒険（インディラジョンソンのぼうけん）は、『大長編ドラえもん のび太の南海大冒険』に登場する。映画には登場しない。
22世紀で大流行の体感型アドベンチャーゲーム。箱の中に帽子、ロープなどの探検道具が入っており、帽子をかぶると周囲に立体映像が投影されて洞窟のような光景と化し、さまざまなトラップを切り抜けつつ、失われた財宝を求めて冒険を繰り広げる。

### ウグイス印のおまんじゅう
ウグイス印のおまんじゅう（ウグイスじるしのおまんじゅう）は、映画『2112年 ドラえもん誕生』に登場する、ドラえもんの道具。
この饅頭を人やロボットに食べさせると、どんな悪声の持ち主でも、ウグイス嬢のような美声になる。

### うさぎみみ
うさぎみみは、映画『ドラミちゃん ミニドラSOS!!!』に登場する、ドラミの道具。
ウサギの耳を象った付け耳。頭につけると、鋭い聴覚で周りの音を探知できる。

### 打ち上げドーム
打ち上げドーム（うちあげドーム）は、『ドラえもん のび太の月面探査記』に登場する。
これを打ち上げると、透明なドームができて、隕石などから守ってくれる。

### うちでのトンカチ
うちでのトンカチは、映画『ドラミちゃん アララ♥少年山賊団!』に登場する、ドラミの道具。
童話の『うちでの小づち』と金槌を合成したような道具。これを物に向けて振りながら「小さくなれ」「大きくなれ」と唱えると、物を小さくしたり大きくしたりできる。

### 運命の赤い糸
運命の赤い糸（うんめいのあかいいと）は、映画『ドラえもん のび太の地球交響楽』に登場する、ドラえもんの道具。
赤い毛糸玉の形をした道具。結んだ複数の中から、一本選んで引っ張ると自分に一番合った答えを引き当てることが出来る。ドラえもん曰く「相性占いみたいなもの」。

### 映画監督ロボ
映画監督ロボ（えいがかんとくロボ）は、映画『ドラえもん のび太の宇宙英雄記』に登場する。
このロボットに作りたい映画のタイトルを言うだけで、このロボットによって必要な材料が用意される。また編集もロボットがしてくれるので、役者が演じるだけでよい。

### 追い払いごへい
追い払いごへい（おいはらいごへい）は、『大長編ドラえもん のび太とふしぎ風使い』に登場する。映画には登場しない。
この御幣を振ると、向かってくる物を追い払うことができる。同様の使用効果がある道具に「ひらりマント」がある。

### おざしき宇宙船
おざしき宇宙船（おざしきうちゅうせん）は、『大長編ドラえもん のび太の宇宙漂流記』および映画『ドラえもん のび太の宇宙漂流記』に登場する。
室内で宇宙船気分を味わうことのできる道具。宇宙船のコクピットと座席を模しており、コクピットの操作により、室内の重力を調整し、宇宙船のような状態にする。重力の度合いは自在に調整できる。またコクピットの操作により、重力を調整する広さは自在に変更できる。
室内が宇宙船状態になるだけあり、窓ガラスを割ろうものなら、宇宙空間で宇宙船が破損したときのように、室内の物が凄まじい勢いで部屋の外へと飛び出してしまう。
同様の機能を持つ道具に「重力調節機」がある。

### おそうじロボット
おそうじロボットは『ドラえもん のび太のひみつ道具博物館』に登場する。

### おたすけ大福
おたすけ大福（おたすけだいふく）は、映画『ドラミちゃん ハロー恐竜キッズ!!』に登場する、ドラミの道具。
皿に乗った紅白2個の大福。2人で分け合って食べると、片方が困っているとき、もう片方は助けずにいられなくなる。
シナリオでは名称を「お助けダンゴ」としていた。

### お助け釣竿
お助け釣竿（おたすけつりざお）は、映画『ドラミちゃん 青いストローハット』に登場する、ドラミの道具。
釣竿の先端に、釣り針ではなく小さなタコが付いており、タコの足で標的物をつかんで吊り上げる。作中では人命救助に用いている。

### おはなしボックス
おはなしボックスは、映画『ドラえもん 新・のび太と鉄人兵団 〜はばたけ 天使たち〜』に登場する。
電気炊飯器に似た形の道具。この中に入れたものは、人語を話す動物に変化するという。ほんやくコンニャクを同時に入れると、ほんやくコンニャク使用時と同じ効果を生む。中に物体を入れて杓文字型のコントローラーを操作すると、中に入れた物を親しみやすい姿へと変えることができる。作中ではこのひみつ道具を使用して、ジュド（ザンダクロス）の頭脳ユニットを、ヒヨコのような姿（ピッポ）に変身させた。なお入れたものが元々意思を持つもの（ロボットなど）の場合の変身後は、文末に「――ピヨ」を付ける口調になることを除き、元々の性格や考え方、および言動は変わらない。

### おまかせもようがえセット
おまかせもようがえセットは、映画『ドラミちゃん アララ♥少年山賊団!』に登場する、ドラミの道具。
家政婦のような姿のロボット。腕が6本あり、それぞれにバケツ、ほうき、ブラシといった掃除道具、トンカチ、のこぎり、ドリルといった工具がついており、全自動で部屋の大掃除から模様替えまで一通りこなす。

### お祭り団扇
お祭り団扇（おまつりうちわ）は、映画『ドラえもん のび太とふしぎ風使い』に登場する、ドラえもんの道具。
「祭」と書かれた団扇。これで扇いだ風を浴びた者は、誰でもお祭り気分になって踊り出してしまう。

### お餅つきセット
お餅つきセット（おもちつきセット）は、映画『ドラえもん のび太の月面探査記』に登場する。
餅つきができる道具。

### 海上トランポリンスプレー
海上トランポリンスプレー（かいじょうトランポリンスプレー）は、映画『ドラえもん のび太の宝島』に登場する。
このスプレーを海面に吹きかけると、トランポリンのように跳ねることができる。

### 音楽家ライセンス
音楽家ライセンス（おんがくかライセンス）は、映画『ドラえもん のび太の地球交響楽』に登場する、ドラえもんの道具。
このカードを持つと選んだ楽器が意思を持ち（言葉は喋れない）、一緒に練習を重ねレベルアップしていける。証明書のように顔写真・奏者名・演奏楽器名がカードに浮かび上がり、レベルアップすると音符のマークが増えていく。レベルの階級はビギナー・アマチュア・プロ・ヴィルトゥオーゾ。打楽器は曲に合わせて楽器も姿が変わる（作中ではしずかのボンゴが曲に合わせマリンバ・カスタネットに変わった）。しばらくするとライセンスは有効期限切れで失効してしまう。映画のエンディングではのび太たちのライセンスカードに有効期限切れの印が押されている描写がある。

### 海藻の種と魚の卵詰め合わせ缶詰
海藻の種と魚の卵詰め合わせ缶詰（かいそうのたねとさかなのたまごつめあわせかんづめ）は、映画『ドラえもん のび太の海底鬼岩城』に登場する、ドラえもんの道具。
深海用海草胞子と魚の卵各種つめあわせと名称が異なるが同じ道具。

### 風がっせん手袋
風がっせん手袋（かぜがっせんてぶくろ）は、『大長編ドラえもん のび太とふしぎ風使い』に登場する。映画には登場しない。
雪合戦のようなことを楽しめる道具。この手袋をはめると空気を雪玉のように丸め、投げつけることができる。
風がっせんバット（かぜがっせんバット）
『大長編ドラえもん のび太とふしぎ風使い』に登場する。映画には登場しない。
「風がっせん手袋」との併用を前提とした道具。風がっせん手袋で作った空気玉を野球のように打つことができる。

### かたづけラッカーDX
かたづけラッカーDX（かたづけラッカーデラックス）は、映画『ドラえもん のび太と緑の巨人伝』に登場する、ドラえもんの道具。
落し物などにこのラッカーを吹き付けると、ラッカーを吹き付けられた物体から豚の鼻と脚が生え、嗅覚で落とし主の匂いを辿り、一定の距離を移動した後、落とし主の元へ瞬間移動する。「片づけラッカー」と名前が似ているが関連はない。
漫画版ではこの道具の代わりに「落とし物カムバックスプレー」を使用している。

### カミナリよびだしダイコ
カミナリよびだしダイコは、映画『2112年 ドラえもん誕生』に登場する、ドラえもんの道具。
でんでん太鼓のような道具で、これを鳴らすと雷を呼び出すことができる。
同様の道具に「かみなりだいこ」がある。

### ガラガラベビー
ガラガラベビーは、映画『2112年 ドラえもん誕生』に登場する、ドラえもんの道具。
本来は赤ん坊をあやす道具だという。作中ではドラえもんが間違えて「カミナリよびだしダイコ」を出してしまったため、具体的な使用効果は不明。

### ガリバートンネルマークII
ガリバートンネルマークIIは、映画『ドラえもん のび太のひみつ道具博物館』に登場する。
通常のガリバートンネルより長くなっている。

### 乾杯の種
乾杯の種（かんぱいのたね）は、映画『2112年 ドラえもん誕生』に登場する。
瓶に入った無数の種。虚空にばら撒くと、ひとつひとつがジュースのグラスになり、みんなで乾杯ができる。

### 寒波発射扇プーキ
寒波発射扇プーキ（かんぱはっしゃせんプーキ）は、映画『ドラえもん のび太の創世日記』に登場する、ドラえもんの道具。
大寒波発射扇と名称が異なるが同じ道具。

### 客よせチャルメラ
客よせチャルメラ（きゃくよせチャルメラ）は、映画『ドラえもん のび太の地球交響楽』に登場する、ドラえもんの道具。
吹くと店に客を呼び寄せることができるチャルメラ。
元はテレビアニメ『ドラえもん (2005年のテレビアニメ)』「ジャイアンラーメンが来る!」（2021年12月18日放送）に登場したひみつ道具（ドラえもんのひみつ道具 (2005年のテレビアニメ)#客よせチャルメラを参照）。

### キャンピングバルーン
キャンピングバルーンは、映画『ドラえもん のび太の新恐竜』に登場する。
寝泊まりするための道具。「キャンピングカプセル」と同様に、エレベーターで昇って入る。バルーンの中は広く、個室や風呂が付いている。映画では室内の素材がバルーン生地のような描写となっている、

### 救急メカドック
救急メカドック（きゅうきゅうメカドック）は、漫画『 ドラえもん のび太の新魔界大冒険 〜7人の魔法使い〜』に登場する。映画には登場しない。
ドラミが所持する道具。カプセル型で、ドラえもんが横になって入るのに十分な大きさ。人間ドックをロボットに対して行うことができる。ロボットの体に異常がないか、徹底的に調べることができるという。

### 急速冷灯
急速冷灯（きゅうそくれいとう）は、映画『ドラえもん のび太の南極カチコチ大冒険』に登場する。
この光を当てると、何でも瞬間的に凍らせることが出来る。1度凍らせたものは氷ざいくごて等を使って溶かさない限り、そのまま凍り続ける。

### 極地探検スーツ
極地探検スーツ（きょくちたんけんスーツ）は、映画『ドラえもん のび太の南極カチコチ大冒険』に登場する。
この服を着ると、マイナス40度を下回る南極のような場所でも快適に過ごすことが出来る。更に、氷の上でも滑らずに歩くことが出来る。

### 極地探検ソリ
極地探検ソリ（きょくちたんけんソリ）は、映画『ドラえもん のび太の南極カチコチ大冒険』に登場する。
ランタン付きのソリ。

### キンチョードリ
キンチョードリは、映画『2112年 ドラえもん誕生』に登場する、ドラえもんの道具。
鳥の形をした道具で、人やロボットの緊張を解きほぐすことができる。過度に使用すると過剰にリラックスさせ、使用者は所構わず眠ることになる。

### 空間移動クレヨン
空間移動クレヨン（くうかんいどうクレヨン）は、映画『ドラえもん のび太の新恐竜』に登場する。
白いクレヨンで囲った場所に、赤いクレヨンで囲ったものを移動させることが出来る。

### 首ったけネクタイ
首ったけネクタイ（くびったけネクタイ）は、映画『ドラミちゃん 青いストローハット』に登場する、ドラミの道具。
一見普通のネクタイだが、物に向かって投げつけると、その物にしっかりと巻きついて離れなくなる。足元の不安定な状況で、命綱として使用することができる。

### 組み立て帆船
組み立て帆船（くみたてはんせん）は、映画『ドラえもん のび太の宝島』に登場する。
組み立てて作るプラモデルの船。ビッグライトで大きくしないと乗ることは出来ない。自動操縦機能がついている。

### 雲製造機
雲製造機（くもせいぞうき）は、映画『ドラえもん のび太のパラレル西遊記』に登場する、ドラえもんの道具。原作漫画には登場しない。
煙突が煙を吐き出すように、小さな雨雲をいくつも発生させ、小型の雨雲を形成し、雨を降らせる機械。たよりない感じであり、火焔山の猛火までは消せない。
「雲の池」を発生させる道具も、テレビアニメ第2作1期「こいのぼり」（てんとう虫コミックス『ドラえもん』6巻収録「こいのぼり」のアニメ化作品）では「雲製造機」と呼ばれている。
雨雲製造機（あまぐもせいぞうき）
映画『ドラえもん のび太とアニマル惑星』に登場する、ドラえもんの道具。雲製造機の改良版。煙突が2本になったことで、改良前よりも短時間で大きな雨雲を形成することができるようになった。また「雲製造機」の改良版であるという説明は作中には登場せず、書籍『映画アニメドラえもん のび太とアニマル惑星』にて明かされている。

### クルクック
クルクックは、映画『ドラえもん のび太のひみつ道具博物館』に登場する、クルトが発明した道具。
靴を履いて「飛べ」と言うだけで自由に飛ぶことが出来る道具のはずだが、中々思い通りには飛べない欠陥道具である。
本物のハトと同じでエサも食べるようになっている。

### グレードアップライト
グレードアップライトは、映画『ドラえもん のび太の宇宙英雄記』に登場する。
これから出る光を当てると、どのようなものも本物のようになる。映画『ドラえもん のび太の宇宙英雄記』ではドラえもん、のび太、しずか、スネ夫、ジャイアンの着たヒーロースーツを本物のようにした。

### 蛍光方向クラゲ
蛍光方向クラゲ（けいこうほうこうクラゲ）は、映画『ドラえもん のび太の宝島』に登場する。
海にこのたまごを落とすと孵化して光るクラゲになり、目的地を言うと平行に道を教えてくれる。色が数種類ある。
この内の一匹は水が苦手でしずかに懐いており、中盤でノビタオーラ号をキャプテンシルバーの海賊船まで道案内する活躍を見せた。

### 携帯カラオケマイク
携帯カラオケマイク（けいたいカラオケマイク）は、『大長編ドラえもん のび太の南海大冒険』および映画『ドラえもん のび太の南海大冒険』に登場する。
現代にもあるようなマイク一体型の小型カラオケ。握りのボタンを押すとカラオケ音楽が流れるため、どこでもカラオケが楽しめる。

### 気配アラーム
気配アラーム（けはいアラーム）は、映画『ドラえもん のび太のパラレル西遊記』に登場する、ドラえもんの道具。
ホイッスルを口にくわえた警官を模した人形。あやしい気配を感じると警笛を鳴らして知らせる。作中では妖怪の放つ妖気を探るのに使用したが夜中だったこともあり、寝ぼけたドラえもんが目覚まし時計と勘違いして止めてしまったため、本来の用途がなされなかった。

### 元気の素
元気の素（げんきのもと）は、映画『2112年 ドラえもん誕生』に登場する、ドラえもんの道具。
飲むことで元気が出るドリンク剤。耳を失ったドラえもんが元気を出すために飲もうとしたものの、間違えて「悲劇の素」を飲んでしまい、さらにその後改めて元気を出すために飲もうとして、また間違えて「デンコーセッカ」を飲んでしまったため、当の「元気の素」は作中では使用していない。

### コウモリホイホイ銃
コウモリホイホイ銃（コウモリホイホイじゅう）は、映画『ドラえもん のび太のパラレル西遊記』に登場する、ドラえもんの道具。
コウモリを捕えるためのライフル銃。弾丸ではなく傘の骨のようなものを射出し、コウモリを傘の布のように骨に絡め取り、コウモリ傘にする。妖怪コウモリにも効果を発揮する。

### 声まねリップ
声まねリップ（こえまねリップ）は、映画『ぼくの生まれた日』に登場する、ドラえもんの道具。
大きな唇の形をした道具で、これを自分の唇に貼り付けると、他の人の声を真似て喋ることができる。
映画の原案である、『ぼくの生まれた日』（てんとう虫コミックス『ドラえもん』2巻に収録）には登場しない。

### 氷年代そくてい機
氷年代そくてい機（こおりねんだいそくていき）は、映画『ドラえもん のび太の南極カチコチ大冒険』に登場する。
年代測定機とほぼ同様の外観をした道具。氷がいつ出来たのか、年代を調べる事が出来る。

### ここどこバンダナ
ここどこバンダナは、映画「ドラえもん のび太の新恐竜」に登場する。
結んだバンダナの両端を引けば発信器となり、広げると地図となってバンダナを付けた人同士の位置を確認することができる。小説では発信器モードの際、通話することも可能である。

### コスチューム定着スプレー
コスチューム定着スプレー（コスチュームていちゃくスプレー）は、映画『ドラえもん のび太の宝島』に登場する。

### この指止まれカミナリ棒
この指止まれカミナリ棒（このゆびとまれカミナリぼう）は、映画『ドラミちゃん 青いストローハット』に登場する、ドラミの道具。
雷が落ちそうなとき、この棒を人や物につけると、避雷針のようにその棒めがけて雷を落とすことができる。

### こんにちは赤ちゃん灯
こんにちは赤ちゃん灯（こんにちはあかちゃんとう）は、映画『ドラミちゃん ハロー恐竜キッズ!!』に登場する、ドラミの道具。
この機械で光線を卵に照射すると、卵が瞬時に孵化する。鳥の頭を模している。

### コンバンワザメ
コンバンワザメは、映画『2112年 ドラえもん誕生』に登場する。
間違えて出した道具であり、詳細不明。

### 探し物は何ですカ
探し物は何ですカ（さがしものはなんですカ）は、映画『がんばれ!ジャイアン!!』に登場する、ドラえもんの道具。
探し物や探し人を探し出す道具。漫画と映画では外観、使用方法が大きく異なる。
漫画登場分
蚊を象ったロボット。何を探しているかを言葉で指示すると、そのもののありかへと飛んで行き、あとを着いていけば探し物にたどり着く。作中での表記は「さがしものはなんです蚊」。
映画登場分
蚊の着ぐるみのような道具。これを体に装着した状態で、探し物や探し人に近づくと「サガシモノ、コレカ? コレカ?」と鳴って知らせてくれる。探し物の近くに行くまでは、あくまで自分の足を使ってあちこち探し回らなければならず、費やす労力は漫画版のものより上（これが作中の演出にいかされている）。

### 植物自動化液
植物自動化液（しょくぶつじどうかえき）は、1984年4月号の「さらばキー坊」（てんとう虫コミックス第33巻に収録）に登場する。映画では、「ドラえもんのび太と緑の巨人伝」に登場する。
詳しくは、植物自動化液を参照。

### 飼育用ジオラマセット
飼育用ジオラマセット（しいくようジオラマセット）は、映画『ドラえもん のび太の新恐竜』に登場する。
生き物を飼うことが出来るジオラマセット。サイズ調整機能と天候調節機能が付いている。漫画ではステージボタンを押すことによってジオラマ内の環境を選択し、足を入れることによって中へ入ることが出来る。映画・小説では「インスタントミニチュア製造カメラ」で作ったミニチュアを配置してジオラマを作り上げていき、中に入る際は「スモールライト」で小さくなり、出入り口から入場する。

### ジェットフラワー
ジェットフラワーは、映画『ドラミちゃん ミニドラSOS!!!』、書籍『RPGドラえもん 超ゲームコミック』に登場する、ドラミの道具。
1人乗りの高速艇。目測2メートル程度の大きさの、ヒマワリの花を水平にしたような形の乗り物。サーフィンのように上に乗り、地表から数メートル浮上して高速で移動する。定員を超えて3、4人乗ることもある。

### 時空間チェンジャー
時空間チェンジャー（じくうかんチェンジャー）は、映画『ドラえもん のび太の地球交響楽』に登場する、ドラえもんの道具。
時空間とりかえ機に似た効果を持つ道具で、指定した範囲の時間と空間を入れ替えることができる。ただし入れ替えられるのは過去24時間内に行ったことがある場所と時間に限られ、入れ替える時空間同士のサイズ調整も難しい。
小説ではこの道具を使って野比家の風呂場にリコーダーを取りに行った際、サイズ調整を間違え巨大化した風呂場に到着してしまう描写がある。

### シャッキリオイル
シャッキリオイルは、映画『ドラミちゃん 青いストローハット』に登場する、ドラミの道具。
ドラミ特製の機械用オイル。このオイルを機械にさすと、どんな機械も軽やかに動けるようになる。

### ジュー水器
ジュー水器（ジューすいき）は、『大長編ドラえもん のび太の太陽王伝説』に登場する。映画には登場しない。
ジョッキグラスに蛇口が付いたような形の道具。浄水器のように、これに水を入れるとどんな汚水でもろ過され、蛇口をひねるとジュースとなって出てくる。

### 蒸留水（冷却水）
蒸留水（冷却水）は、映画『ドラえもん のび太のパラレル西遊記』に登場する、道具。
タイムマシンの予備タンクに少し溜まっていた水。のび太が砂漠上で倒れたリンレイを介抱する際に、水分補給として飲ませた。

### シンボルガイ
シンボルガイは、映画『2112年 ドラえもん誕生』に登場する。
間違えて出した道具であり、詳細不明。

### 吸い寄せ磁石
吸い寄せ磁石（すいよせじしゃく）は、『ドラえもん のび太の月面探査記』に登場する。
強い磁力で機械を吸い寄せる大きな磁石型の道具。スネ夫が戦う際に使用し、敵のロボットであるミカドロイドたちを吸い寄せて倒した。

### 超風船ガム
超風船ガム（スーパーフーセンガム）は、『大長編ドラえもん のび太の太陽王伝説』および映画『ドラえもん のび太の太陽王伝説』に登場する。
このガムを噛んだ者は、体が猛烈な勢いで膨らみ、アドバルーンのように空中に浮く。
漫画、映画ともにパッケージには「超風船ガム」と書かれている。ただし映画での名称は「超スーパー風船ガム（ちょうスーパーふうせんガム）」。

### スタークラッシュゲーム
スタークラッシュゲームは、『大長編ドラえもん のび太の宇宙漂流記』および映画『ドラえもん のび太の宇宙漂流記』に登場する。
22世紀の最新型の宇宙探検ゲーム。システムは「宇宙探検すごろく」に似ており、同様にプレイヤーが箱の端の穴に触れることで、宇宙の惑星上のような箱の中のゲームフィールドに転送される。プレイヤーはレーザー砲を装備した戦闘機に乗り込み、宇宙空間に浮かぶ隕石をよけたり互いに攻撃し合ったりしつつ、目標の惑星を目指す。墜落すると自動的に箱から放り出され、元の大きさに戻る。また、ゲームを「オープン」に切り替えることで戦闘機に乗ったまま外に出られる。
作中ではこれを利用し、ゲームの戦闘機を「ビッグライト」で大きくし、「材質変換機」で装甲と武装を強化して実戦投入した。なお、この戦闘機のメカデザインは宮武一貴によるもの。

### スパイ衛星セット
スパイ衛星セット（スパイえいせいセット）は、映画『ドラえもん のび太の新魔界大冒険 〜7人の魔法使い〜』に登場する、ドラえもんの道具。
映画『ドラえもん のび太のパラレル西遊記』に登場したスパイ衛星と名称・形が異なるが機能は同じ道具。
道具名の表記は『映画ドラえ本「のび太の新魔界大冒険 〜7人の魔法使い〜」公式ガイドブック』内記事「魔法よりもすごい! ひみつ道具カタログ」による。劇中では「スパイ衛星」と呼ばれていた。

### 巣箱型キャンピングカプセル
巣箱型キャンピングカプセル（すばこがたキャンピングカプセル）は、『大長編ドラえもん のび太と翼の勇者たち』に登場する。映画には登場しない。
「キャンピングカプセル」のバリエーションの1つで、鳥の巣箱の形をしている。巣箱を木の上に設置すると、木の幹に洞のような入口が現れ、そこから巣箱の中に入ることができる。
室内は圧縮空間によって、ホテルの部屋並みに広くなっており、ベッド、机、戸棚など宿泊に充分な設備が整っている。木製の巣箱を模しており、ログハウスを思わせる。
鳥人の世界であるバードピアから人間界へ迷い込んでしまった鳥人少年グースケのため、ドラえもんが一時的な宿泊場所として学校の裏山に設置したもの。
なお映画ではこの道具に代わって「巣箱型キャンピングセット」が登場する。

### 巣箱型キャンピングセット
巣箱型キャンピングセット（すばこがたキャンピングセット）は、映画『ドラえもん のび太と翼の勇者たち』に登場する、ドラえもんの道具。
漫画版でいうところの「巣箱型キャンピングカプセル」に相当する道具。木に巣箱を設置するまでは漫画版同様だが、木のそばに「どこでもドア」に似た「どこでもエレベーター」を置き、その扉を開いて中に入ると、巣箱の中へ入ることができる。巣箱までの移動過程で体が小さくなり、小さな巣箱の中を普通の部屋同様に使用できる。室内の設備は「巣箱型キャンピングカプセル」と同様。

### スピードぐつ
スピードぐつは、映画『ドラミちゃん ハロー恐竜キッズ!!』に登場する、ドラミの道具。
履くとホバーのように浮上し、高速で移動できるようになる靴。ティラノサウルスとも同等に走ることができる。
藤子・F・不二雄の漫画作品『ドラミちゃん』の「じゅん番入れかわりき」（『小学館BOOK』1974年1月号掲載、単行本未収録）にも同名の道具が登場するが、効果はまったく異なる。

### スプレー式ドリームガン
スプレー式ドリームガンは、映画『ドラえもん のび太のひみつ道具博物館』に登場する。
ドリームガンを改良した道具。効果は同じだが、銃ではなく、スプレー型。パトボールも眠らせられる。

### スペシャルおいかけ号
スペシャルおいかけ号（スペシャルおいかけごう）は、映画『ぼくの生まれた日』に登場する、ドラえもんの道具。
外観は三輪車のようだが、ボタン操作により姿を消したり、通常の10倍の速度で走ったり、嗅覚によって人を追跡したりする機能を使い分けることができる。機能的には「四次元三輪車」によく似ている。
前述の名称は映画でのもので、漫画版では「スペシャルおっかけ号」と呼称している。また、漫画版では飛行能力も備わっている。
映画の原案である、「ぼくの生まれた日」（てんとう虫コミックス『ドラえもん』2巻に収録）には登場しない。

### スペースカート
スペースカートは、『ドラえもん のび太の月面探査記』に登場する。
宇宙で走る乗り物（実際には浮遊して走る）。普段は小型の円形・三角形・四角形の物体となっており、投げると広がって本来の姿になる。バッテリーが切れると音声で知らせ、機体の下部から交換する。

### 全自動せんたくぶろ
全自動せんたくぶろ（ぜんじどうせんたくぶろ）は、映画『ドラミちゃん アララ♥少年山賊団!』に登場する、ドラミの道具。
桃を模した大型の機械。中に人間が入ると、全自動で衣服全体から全身に至るまでピカピカにしてくれる。
人間洗濯機は、日本万国博覧会（大阪万博、1970年）で既に展示・公開されており、福祉用に至っては、実用化もかなり進んでいる。ひみつ道具の中で、現在の技術でも実現できる数少ない道具の1つである。

### 全自動手錠
'全自動手錠（ぜんじどうてじょう）は、映画『ドラえもん のび太の絵世界物語』の小説版に登場する、ドラえもんの道具。
作中でタイムハンターだと疑われていたパルを捕縛する際、ドラえもんが使用した。映画版には登場しない。

### 潜水艇
潜水艇（せんすいてい）は、映画『ドラミちゃん ミニドラSOS!!!』に登場する、ドラミの道具。
ドラミ専用のクジラ型潜水艇。搭乗定員は10名。コンピュータ操作により、操艦は1人でできる。かなり深くまで潜航可能。

### ソーラー・ヨット
ソーラー・ヨットは、映画『ドラミちゃん ミニドラSOS!!!』に登場する、ミニドラの道具。
ウミガメを模した小型艇（帆がないためヨットには似つかない）。光を動力源として、空や海を進む。わずかな光でも動力に変換でき、高水圧にも耐えるボディを持つ。しかし、光源のないところではこれらの機能はまったく発揮できない。

### 即席魚のもと
即席魚のもと（そくせきさかなのもと）は、映画『ドラえもん のび太の新恐竜』に登場する。
水に入れると魚になる。ジオラマセット内で撒かれた。

### タイム新聞
タイム新聞（タイムしんぶん）は、映画『ドラえもん のび太と空の理想郷』に登場する。
22世紀から中世のものまで、様々な時代の新聞から読みたい記事を探して読むことが出来る。

### タイムツェッペリン
タイムツェッペリンは、映画『ドラえもん のび太と空の理想郷』に登場する。
タイムワープ機能付きの飛行船。タイムワープする際はタイムワープ弾を空に打ち上げ、タイムホールを作る。ゴンドラ部分の操縦室の他、四次元空間となっている気球内部にはベッドルーム・食堂・シャワー室が備え付けられ、更に上部には展望室がある。各階層へはエレベーターを使って移動する。未来デパートの配達員によると二十世紀初期に世界一周したドイツの硬式飛行船がモデルとなっているとのこと。

### タイムマシン（自動音声装置）
タイムマシン（自動音声装置）は、映画『ドラえもん のび太のパラレル西遊記』に登場する。
声を認識し、その指示に従って自動操縦となりナビゲートしてくれるが、やや乱暴で融通が利かない欠点があり、ドラえもんに役立たず呼ばわりされスイッチを切られてしまう。後作、映画『ドラえもん のび太の日本誕生』でも使用されており、『パラレル西遊記』より有能になった。

### たまご探検隊
たまご探検隊（たまごたんけんたい）は、映画『ドラえもん のび太の新恐竜』に登場する。
キューやミューの仲間の恐竜探しに協力する。

### 探検隊セット
探検隊セット（たんけんたいセット）は、映画『ドラえもん のび太の新恐竜』に登場する。
着るとあらゆる環境の変化から身を守ってくれる。

### 探査モグラ
探査モグラ（たんさモグラ）は、映画『ドラえもん のび太の南極カチコチ大冒険』に登場する。
作中では使われなかったため、どんな効果があるかは不明。

### タントサンソアメ
タントサンソアメは、映画『ドラえもん のび太と竜の騎士』に登場する、ドラえもんの道具。
水中酸素あめと名称が異なるが同じ道具。

### ちかんげきたいバリア
ちかんげきたいバリアは、映画『ドラミちゃん アララ♥少年山賊団!』に登場する、ドラミの道具。
スペードの形をしたブローチ。持ち主の周囲を透明なバリアで覆う。外側からバリアに触れると強烈な電流が流れ、触れた者を気絶させる。制作当初は名称を「ちかんげきたいブローチ」としていた。

### チェックカード
チェックカードは、映画『ドラえもん のび太の新恐竜』に登場する。
タイムパトロール隊員が装備している歴史を変えうる人や動物に反応するカード。対象物にかざすと、歴史に影響を与える存在であれば光って知らせる。小説では対象物にかざさず、事象自体に対して反応する。
元は『T・Pぼん』に登場するタイムパトロールの装備品。同作ではカードの光の強さは対象の歴史に対する重要度に比例し、強く反応した場合、対象に極力干渉してはならないとされている（T・Pぼん#タイムパトロールの道具を参照）。
映画・漫画ではタイムパトロール隊員のジルが使用し、のび太とキューに反応したため（漫画では「最大の反応」と描写）、彼らの拘束を解いた。
小説ではタイムパトロール長官のナタリーが、逃亡するドラえもんたちを制止する際、スネ夫が発した「ぼくちゃんに作戦があるんだ!」という言葉の直後（歴史に干渉せず、恐竜たちを救う方法があると示した）、ジルの所持していたチェックカードが反応。タイムパトロールは追跡を中止している。

### ちょっと待っタイマー
ちょっと待っタイマー（ちょっとまっタイマー）は、映画『のび太の結婚前夜』に登場する、ドラえもんの道具。
「ちょっと待っ手（ちょっとまって）」と言いながらこの道具を作動させると、時間を停止させることができる。使用者に隣接する者は時間が停止しない。「もういいよ」と言うと、停止した時間が再び動き出す。
映画の原案である、「のび太の結婚前夜」（てんとう虫コミックス『ドラえもん』25巻に収録）には登場しない。

### ちりょう灯
ちりょう灯（ちりょうとう）は、映画『ドラミちゃん ハロー恐竜キッズ!!』に登場する、ドラミの道具。
蛍光灯スタンドを模している。この道具の光を照射すると、動物の外傷を治療することができる。

### 使い捨て人工太陽
使い捨て人工太陽（つかいすてじんこうたいよう）は、映画『ドラえもん のび太の南極カチコチ大冒険』に登場する。
使用すると、10分間だけまわりを照らしてくれる。

### 連れてっ手
連れてっ手（つれてって）は、映画『のび太の結婚前夜』に登場する、ドラえもんの道具。
手のようなものをワイヤー付きで発射し、目標の物に貼り付ける道具。タケコプターなどで空中に浮いている状態で、乗物目掛けてこれを撃ち出して貼り付ければ、そのまま乗物に牽引された状態で行き先まで連れていってもらうことができる。
作中では自動車に貼り付けて使用したものの、ワイヤーに引きずられて振り回されたり、反動で障害物にぶつかったりと、使用の際には危険が伴う。
なお同映画の原案である、「のび太の結婚前夜」（てんとう虫コミックス『ドラえもん』25巻に収録）には登場しない。

### デラックス・キャンピングカプセル
デラックス・キャンピングカプセルは、映画『ドラえもん のび太のパラレル西遊記』に登場する、ドラえもんの道具。
「キャンピングカプセル」の豪華版。中華風の宮殿を思わせる大きな建物。ドラえもんに登場するひみつ道具の中ではかなり大きな部類に入る。内部には中央の大広間を囲んで数個の部屋があり、数人が一度に宿泊可能。各部屋はベッドとバスルームを備えたホテル並みの設備で、各種料理を作ることのできる台所まで備えている。各部屋には寝間着が用意されているが、寝間着はのび太ぐらいのサイズしかなく、ジャイアンだけ寝間着のボタンを留められなかった（しかも花柄模様）。二階は展望台。

#### 改名歴
作中では「キャンピングカプセル」と呼ばれるのみで、『映画アニメドラえもん・エスパー魔美 《のび太のパラレル西遊記/ 星空のダンシングドール》』や、『映画アニメドラえもん のび太とアニマル惑星』掲載記事「映画ドラえもん大事典」でも「キャンピングカプセル」としていたことから、当初は「キャンピングカプセル」が正式名称だったことがわかる。
のちに『大長編映画ドラえもんクイズ全百科』にて「キャンピングカプセル（複数用）」と改名され、既存の道具「キャンピングカプセル」と簡単な区別が付くようになる。
その後『映画ドラえもん25周年公式サイト』にて「デラックス・キャンピングカプセル」と改名され、区別が明確になる。

### 手品ステッキ
手品ステッキ（てじなステッキ）は、『大長編ドラえもん のび太の太陽王伝説』および映画『ドラえもん のび太の太陽王伝説』に登場する。
手品で花などを出すように、このステッキで物を触ると、さまざまなものに変えることができる。

### 伝説復元機
伝説復元機（でんせつふくげんき）は、『大長編ドラえもん のび太の南海大冒険』および映画『ドラえもん のび太の南海大冒険』に登場する。
22世紀におけるバーチャル・マシン。伝説の魔物や怪獣などを立体映像で映し出すことができる。

### ともチョコ
ともチョコは、映画『ドラえもん のび太の新恐竜』に登場する。
分け合った生き物と友達になれるチョコレート。相手が食べるとしばらくの間は似た姿となる。

### ドラえもん気球
ドラえもん気球（ドラえもんききゅう）は、映画『ドラえもん のび太と緑の巨人伝』に登場する。
ドラえもんの顔をした気球。管に息を吹き込み、風船のように膨らませて飛行する。

### ドラ時計
ドラ時計（ドラどけい）は、映画『ドラえもん のび太とアニマル惑星』に登場する、ドラえもんの道具。
ドラえもんの顔を模したデジタル時計。アラーム、ストップウオッチ、タイマー、時刻表示、海外時間などさまざまな機能を持つ。タイマーモードでの減算計測では、残り時間が0になると表情が変わる。
作中では名称は登場せず、名称は書籍『映画アニメドラえもん のび太のアニマル惑星』で登場する。同映画の原作漫画にはこの道具自体が登場しない。

### ドラ・で・カイト
ドラ・で・カイトは、『大長編ドラえもん のび太とふしぎ風使い』および『ドラえもん のび太とふしぎ風使い』に登場する。
ドラえもんを模した巨大な凧。四次元ポケットにあたる箇所に人が乗り込んで空を飛ぶことができる。
映画公開を記念し、作中のみならず実際に巨大凧として製作され、東京都武蔵野市で開催された「武蔵のカイトフェスティバル」にも出場した。

### とりかえっこふろしき
とりかえっこふろしきは、『大長編ドラえもん のび太の太陽王伝説』および映画『ドラえもん のび太の太陽王伝説』に登場する。
2つの物体の位置を入れかえることのできる風呂敷。任意の物体にこの風呂敷をかぶせ、「――とかわれ」と言うと、両者の位置が入れかわる。
同様の道具に「物体変換クロス」がある。

### なりきりキャプテンハット
なりきりキャプテンハットは、映画『ドラえもん のび太の宝島』に登場する。
この帽子をかぶると、周りの景色や、乗っている人の服装が海賊風に見える。帽子を取ると元の景色に戻る。
この帽子をかぶった人の目を見ると、その人の命令に従わなくてはいけなくなる。命令を聞いたときの返事は「アイアイサー」。

### なんでも分析機
なんでも分析機（なんでもぶんせきき）は、『大長編ドラえもん のび太とふしぎ風使い』および映画『ドラえもん のび太とふしぎ風使い』に登場する。
物体の素性を分析する機械。ドラえもんがフー子（台風の子供）の正体を分析するために使用した。
前述の名称は漫画版での呼称で、映画作中では単に「分析機」と呼んでいる。

### パーフェクトボーリング
パーフェクトボーリングは、映画『ドラミちゃん アララ♥少年山賊団!』に登場する、ドラミの道具。
ボーリング（一般的には「ボウリング」と表記する）のボールのような道具。1対のアンテナがついている。標的目掛けて地面を転がすと、縦横無尽に自在に転がって標的をなぎ倒す。

### ハイパー掃除機
ハイパー掃除機（ハイパーそうじき）は、映画『ドラえもん のび太のひみつ道具博物館』に登場する。クルトが発明した道具。
掃除機。中にミニブラックホールが入っており、強力すぎて他の物も吸い込んでしまうのが欠点。象、虫、鳥の三種類ある。

### 発信機
発信機（はっしんき）は、映画『ドラえもん のび太のひみつ道具博物館』に登場する。
虫型の発信機。羽根の色がそれぞれ違っていて、ドラえもんは水色、のび太は赤、スネ夫は黄緑、ジャイアンはオレンジ、しずかは桃色、クルトは白。
発信機の地図で誰がどこにいるか、色別で分かるようになっている。

### パトボールとモニタ
パトボールとモニタは、映画『ドラえもん のび太の絵世界物語』に登場する、ドラえもんの道具。
白色をしたコンビパトボール型の監視カメラと、その映像を映し出すモニター。パトボールは『ひみつ道具博物館』に登場したパトボールと同様、眠らされると使用不可能になる。
小説版ではパトボールが監視対象をスキャンすると追尾プログラムが発動し、リアルタイムでモニターに映し出す仕組みと説明されており、見失った場合は付近をサーチすることも可能。

### 晴れ晴れコート
晴れ晴れコート（はれはれコート）は、映画『ドラミちゃん アララ♥少年山賊団!』に登場する、ドラミの道具。
大雨のときなど、このコートを着てタケコプターなどで雨雲の上に飛びあがると、コートの中に雲がすっかり吸い込まれ、晴ればれとした空になる。
作中では戦国時代でドラミがこの道具を使ったことから、大雨のときはコート姿のドラミに似せた人形を作る習慣ができ、それが「てるてる坊主」のルーツになったとしている。

### 万能クリーナー
万能クリーナー（ばんのうクリーナー）は、映画『ドラえもん のび太の日本誕生』に登場する、ドラえもんの道具。
掃除機の一種。強力な吸引力を持ち、吸引したゴミは異空間のゴミ捨て場に直接送られる。
作中では名称は登場せず、名称は書籍『映画アニメドラえもん・ドラミちゃん 《のび太の日本誕生/ ミニドラSOS!!!》』で登場する。同映画の原作漫画にはこの道具自体が登場しない。

### B級グルメテーブルかけ
B級グルメテーブルかけ（ビーきゅうグルメテーブルかけ）は、映画『ドラえもん のび太のひみつ道具博物館』に登場する、クルトが発明した道具。
グルメテーブルかけを改造した道具。食べたいB級グルメを言うと何でも出てくる。映画版では「時々、注文した料理が材料のまま出現してしまう」と説明されており、漫画版では「B級グルメ以外の料理を注文した場合は材料の動物や食材がそのまま出現してしまう」とされるので注意が必要。

### ビー玉発信機
ビー玉発信機（ビーだまはっしんき）は、映画『ドラミちゃん ミニドラSOS!!!』に登場する道具。
のび太が息子のびスケに持たせていた、ビー玉を模した道具。発信機、通信機の機能を持つ。

### ヒーローマシン
ヒーローマシンは、映画『ドラえもん のび太のパラレル西遊記』に登場する、ドラえもんの道具。
22世紀の最新ゲームマシン。物語の登場人物になりきり、自由に遊ぶことができる。
モニターに「OK!」と表示されるのを確認したら、カセットケースに並んだ物語ソフトより好きな作品を取り、ソフトをカートリッジスロットにセットし、コントロールパネルのスタートボタンを押す。そしてカサの下に立った者は、コンピュータが創った物語世界に送られる。
プレイヤーが物語世界に入ると、コンピュータによって自動的にその人物にふさわしいヒーローのコスチュームに変身し（「コスチュームプレイ」と呼ぶ）、ゲームを楽しむことができる。ゲームソフトはファミコンやSG-1000III・セガ・マスターシステム状のカセットで、さまざまな種類が用意されている（作中でドラえもんが所持していたのは『西遊記』、『宝島』、『三銃士』、『シンドバッドの冒険』、『人魚姫』、『桃太郎』、『ターザン』、『白雪姫』、『バイキング』、『親指トム』、『ロビン・フッド』、『オレQ』、『怪者くん』、『猿飛佐助』の14種類）。
ゲームフィールドの入口をオープン（解放状態）にすると、プレイヤーはヒーローの姿のままで現実の世界に出ることができ、現実でもヒーローの能力を使うことができるが、放置しておくと敵キャラクターが現実世界に逃走する可能性もある、極めて危険な道具である。その際の非常手段としては、外へ出てしまった敵キャラを回収する為に『西遊記』の妖怪である金角が持つ瓢箪の紫金紅葫蘆（しきんこうころ）のごとく、敵キャラクターの名前を呼び、相手が返事をすることで、自動的にマシンの中へ吸い込まれる機能もある。ドラえもんによると、ゲームに登場するボスを倒せば、ボス以外の敵は力を失うらしい。
作中では、過去の世界でフィールドをオープンしている間にマシンから『西遊記』の妖怪が現実世界に出てきてしまい、人類の歴史を改竄するほどのトラブルが起こる。なお、妖怪が逃走した後にジャイアンたちがプレイしてみたが、敵キャラがいないためにバグが起こり、瞬時に終わった。ボスの牛魔王を回収しようとした際に、牛魔王に踏み潰されてしまうが、のび太が牛魔王を倒したことで、羅刹女達は力を失い、火焔山の溶岩に飲み込まれた。唯一生き残ったリンレイ（紅孩児）は改心していた為、三蔵法師の弟子になる形で引き取られ、共に旅立った。

### 秘境探査ボール
秘境探査ボール（ひきょうたんさボール）は、『大長編ドラえもん のび太の太陽王伝説』に登場する。映画には登場しない。
未知の惑星など、人が足を踏み込めない場所を探査するために用いる球形の道具。ソフトボール程度の大きさの球体に一つ目、足、アンテナがついており、これを探査したい場所に解き放ち、離れた場所からモニターでその場所の様子を映し出すことができる。また、水中で大人1人を引いて動けるほどのパワーがある。

### びっくりライト
びっくりライトは、『ドラえもん のび太のひみつ道具博物館』に登場する、クルトが発明した道具。
ビッグライトを改造した道具。ライトを当てると部分的にしか大きくならない。変なところが大きくなってビックリするため「びっくりライト」と名付けられた。
2024年9月7日放送のテレビシリーズ、ドラ誕2024直前スペシャル『はじまりの話』に再登場しており、のび太の想像の中でドラミが使用した。ただし前述のように一部分が大きくなることでビックリするという効果ではなく、作中ではライトを当てた誕生日ケーキの飾り付けの文字が飛び出してくるという描写になっている。カラーリングも映画版およびゲーム版と異なり、名称も番組公式ページのひみつ道具カタログでは「ビックリライト」と全てカタカナ表記で紹介されている。

### ひみつ道具博物館招待状
ひみつ道具博物館招待状（ひみつどうぐミュージアムしょうたいじょう）は、『ドラえもん のび太のひみつ道具博物館』に登場する。
ひみつ道具博物館の招待状。名前を記入すると、ミュージアム行き送迎車に変わる。

### 悲劇の素
悲劇の素（ひげきのもと）は、映画『2112年 ドラえもん誕生』に登場する、ドラえもんの道具。
ストローで飲むドリンク剤。これを飲むと、とてつもなく悲しい気分になる。
かつての黄色いドラえもんは耳を失った後、元気を出そうとして「元気の素」と間違えてこれを飲み三日三晩泣き続けた結果、振動で体のメッキがはがれ、声はガラガラ声になり現在の青いドラえもんになってしまった。

### ひみつ木っち
ひみつ木っち（ひみつきっち）は、映画『ドラえもん のび太の宇宙英雄記』に登場する。
見た目は木の苗。これを植えて水を与えると、すぐに成長し、地下に秘密基地ができる。
似た道具にアパートごっこの木がある。

### 氷底探検車
氷底探検車（ひょうていたんけんしゃ）は、映画「ドラえもん のび太の南極カチコチ大冒険」に登場する。
地底探検車と同様、大きなドリルが付いた乗り物。分厚い氷の中を突き進み、数千メートル地下まで行くことが可能。

### ふかふかスプレー
ふかふかスプレーは、映画『ドラえもん のび太の南極カチコチ大冒険』に登場する。
このスプレーを吹きかけると、氷がふかふか柔らかくなる。

### 武器よさらば灯
武器よさらば灯（ぶきよさらばとう）は、映画『ドラミちゃん アララ♥少年山賊団!』に登場する、ドラミの道具。
武器にこの道具の光を浴びせると、武器が野菜に変化する。作中では武士の刀に照射し、ダイコンに変えている。

### へんしんビーム
へんしんビームは、映画『ドラえもん のび太と空の理想郷』に登場する。
動物や昆虫の姿に変身させる光線を出す。｢元に戻す」光線で元の姿に戻すことが出来る。マリンバの持つ光線銃はだいたい同じ仕組みらしく、テントウムシに変えられたマリンバを元に戻す際に使われるも、旧型だったためか中途半端に変身が解除された姿となってしまった。

### 変身マント
変身マントは、映画『ドラえもん のび太と空の理想郷』に登場する。
姿を変えることが出来るマント。マリンバが装備しており、ソーニャやクリオネラに姿を変えて行動していた。

### 望遠磁石
望遠磁石（ぼうえんじしゃく）は、映画『ドラえもん のび太と新・鉄人兵団 ～はばたけ 天使たち～』に登場する。
居場所の分からなくなった相手を探し出し、呼び戻すための道具。ライフル銃のような形をした本体と、N極シールがセットになっている。N極シールを貼られた者が本体の望遠スコープを介して相手を探し、捉えた相手に向けてトリガーを引く。すると、相手に向かって見えないエネルギーが照射され、命中した相手にS極マークが貼り付けられる。N極シールを貼られた者とS極マークを貼られた者は、強力な磁力で引かれあい、くっついてしまう。ただし、お互い引き寄せられるので、注意しないと使ったほうも迷子になる可能性がある。なお効果は10時間続き、磁力が強力すぎるため、その間はお互いくっついたままの状態になる。

### 豊作くん
豊作くん（ほうさくくん）は、映画『ドラミちゃん アララ♥少年山賊団!』に登場する、ドラミの道具。
直立したカエルを模したような姿の、開拓および農作業用大型ロボット。頭部に乗り込んで操縦する。両手はマジックハンドや回転式の鋤に変形できる。荒地を整地して畑にしたり、種を植えたり作物を収穫したりと、あらゆる農作業に使用できる。
日照りに備え、胸部のお米マークを開いて「雨アラレ」という人工降雨弾を空に撃ち出し、人工的に雨雲を作り出して雨を降らせることもできる。
この道具を出す際、「一家に一台」というキャッチフレーズのようなことを言いながら出している。

### 本物コピー機
本物コピー機（ほんものコピーき）は、映画『ドラえもん のび太とロボット王国』に登場する、ドラえもんの道具。
ビデオカメラを模した道具。これで撮影したもののコピーをいくつでも作り出すことができる。
なお、同映画の漫画版には登場しない。

### マエストロハットとなりきり指揮棒
マエストロハットとなりきり指揮棒（マエストロハットとなりきりしきぼう）は、映画『ドラえもん のび太の地球交響楽』に登場する、ドラえもんの道具。
昔の音楽家が被るような、カールした髪のカツラと指揮棒。どんなに下手でも名演奏に出来る道具ではなく、ただ雰囲気を出すためだけのカツラと棒。

### 魔法のぼうし
魔法のぼうし（まほうのぼうし）は、映画『ドラえもん のび太の魔界大冒険』に登場する、ドラえもんの道具。
魔法ぼうしと名称が異なるが同じ道具。

### ミニ家具
ミニ家具（ミニかぐ）は、映画『ドラえもん のび太の日本誕生』に登場する、ドラえもんの道具。
ミニチュア家具と名称が異なるが同じ道具。

### みまわりテレビ
みまわりテレビは、映画『ドラミちゃん ミニドラSOS!!!』に登場する、ドラミの道具。
探し物をしているとき、その物の名前を言うと、それがどこにあるかが映し出される。ドラミらしく、ヒマワリの花の形をあしらった女の子らしいデザインが特徴。

### 未来デパートの通販マシン
未来デパートの通販マシン（みらいデパートのつうはんマシン）は、『大長編ドラえもん のび太とロボット王国』および映画『ドラえもん のび太とロボット王国』に登場する。
22世紀に存在する「未来デパート」の通信販売に使用する、ノートパソコンを模した道具。これで商品を注文すると、たちまち商品が転送されて手元に出現する。
同様の道具に「未来デパート通販マシン」がある。

### 無料フード製造機
無料フード製造機（むりょうフードせいぞうき）は、『大長編ドラえもん のび太のワンニャン時空伝』および映画『ドラえもん のび太のワンニャン時空伝』に登場する。
使用方法は無料ハンバーガー製造機とほとんど同じで、水と空気でクロレラを培養し、イヌやネコの好みに合った食べ物を作り出す。映画ではイチがハンバーガーらしき食べ物を作っていた。この道具で製造された食べ物が、人間も食べられるかは不明だが、作中では改造された物を人間であるのび太たちが食べていたので、少なくとも食べられないことはないと判断できる。

### 迷宮プラネタリウム
迷宮プラネタリウム（めいきゅうプラネタリウム）は、映画『ドラミちゃん ミニドラSOS!!!』に登場する、ミニドラの道具。
未来のゲーム機。これを空中に浮かべて作動させると、たちまち周囲が大迷宮と化す。効果は「ホームメイロ」に似ている。
のびスケたちがドラミの追跡から逃れるため、ミニドラにこの道具を出してもらい、ジャイアンの営む「スーパージャイアンズ」の店内を迷宮と化した。なおミニドラの道具はどれもミニサイズだが、この道具は物理的な力を持つ道具ではないので、効果は充分なものであった。

### メガネ型年代測定器
メガネ型年代測定器（メガネがたねんだいそくていき）は、映画『ドラえもん のび太の絵世界物語』に登場する、ドラえもんの道具。
年代測定機と同様の機能を持つメガネ型の道具。レンズを通して見た物体の、作られた年代と場所を調べることが出来る。小説版では「年代そくてい機」という名称になっている。

### モーテン星 効きめ長持ち安心バージョン
モーテン星 効きめ長持ち安心バージョン（モーテンぼし ききめながもちあんしんバージョン）は、映画『ドラえもん のび太の新魔界大冒険 〜7人の魔法使い〜』に登場する、ドラえもんの道具。
通常のモーテン星の効果持続時間が1時間であるのと比べ、効果持続時間が長い。
『映画ドラえ本「のび太の新魔界大冒険 〜7人の魔法使い〜」公式ガイドブック』内記事「魔法よりもすごい! ひみつ道具カタログ」では、道具の名称は「モーテン星」とされている。ただし同書の「モーテン星」の解説欄には「今回は効きめ長持ちバージョンが使われた」という語句がある。

### やくしゃダイコン
やくしゃダイコンは、漫画および映画『ドラえもん のび太と緑の巨人伝』に登場する。
ダイコンを象った人形という特徴こそ同様だが、その性能は漫画版と映画で異なる。
漫画版では葉の部分を引っぱった者の姿に変身する。しかし大根役者のようで、本物と比べ滑稽な表情が目立ち、高度な演技力は期待できない。頭には大根の人形だった名残か、大根の葉のような物が残っている。
映画版では対象の生物を見ながら葉の部分を引っぱると、使用者がその生物の姿に変身する。ただし効果時間は短い。
道具のアイデアは漫画を執筆した岡田康則によるもの。

### ヤミクモガス
ヤミクモガスは、映画『ドラえもん のび太のねじ巻き都市冒険記』に登場する、ドラえもんの道具。
スプレー缶に入ったガス。これを宙に撒いてその中に飛び込むと、闇に紛れたかのように姿を消すことができる。ただしあまりに激しく動くと、ガスが周りに散らばって姿が見えてしまう。
原作漫画では登場せず、この道具の登場するシーンではやはり姿を消す道具として、「とう明ペンキ」や「カメレオン気球」が使用されている。

### 四次元ゴミ袋
四次元ゴミ袋（よじげんゴミぶくろ）は、映画『ドラえもん のび太と空の理想郷』に登場する。
使い終わった物を吸い込み、四次元空間のゴミ置き場に置いておけるゴミ袋。入れられるゴミの量は決まっている。

### 四次元ペットボトル
四次元ペットボトル（よじげんペットボトル）は、『大長編ドラえもん のび太とふしぎ風使い』および映画『ドラえもん のび太とふしぎ風使い』に登場する。
目測1メートルぐらいの大きさがある巨大なペットボトル。てっぺんにあるボタンを押すと、何でも吸い込む。なお、この道具は未来犯罪者のDr.ストームが使用している。

### 四次元ポーチ
四次元ポーチ（よじげんポーチ）は、映画『ドラえもん のび太と空の理想郷』に登場する。
四次元ポケットのポーチ版。マリンバが装備している。

### RCダコ
RCダコ（ラジコンダコ）は、『大長編ドラえもん のび太の太陽王伝説』に登場する。映画には登場しない。
ラジコンで操縦できる凧。凧表面には「タコ」の洒落で、生物のタコの絵が描かれており、プロポは蛸壺を模している。タコの口に当たる部分から墨を吹き出すこともできる。
映画ではこの道具に代わって「ラジコンアンテナ」が登場する。

### リモートホログラフ
リモートホログラフは、映画『ドラミちゃん ハロー恐竜キッズ!!』に登場する、ドラミの道具。
懐中電灯を模した道具。これで虚空を照らすと思いのままの立体映像を出現させることができる。
シナリオでは「イメージ実体機」と呼ばれていたが、やはり実体ではなく立体映像を出現させる道具とされている。

### レストランガチャ
レストランガチャは、小説『ドラえもん のび太の新恐竜』に登場する。漫画には登場しない。
カプセルトイ型の道具。レバーを回すと様々な料理がカプセルに入って出てくる。

### レントゲンスコープ
レントゲンスコープは、『大長編ドラえもん のび太とロボット王国』に登場する。映画には登場しない。
ルーペを模した道具。これを通して見ると、機械などを透視して内部構造を見ることができる。
ロボット王国在住の少年ロボットであるポコの内部を調べるために使われたものだが、映画の同場面ではこの道具が登場せず、代わりにCTスキャンのような機械を使用している。

### わたしたちを食べたくなるニオイのもと
わたしたちを食べたくなるニオイのもと（わたしたちをたべたくなるニオイのもと）は、映画『ドラミちゃん ハロー恐竜キッズ!!』に登場する、ドラミの道具。
肉食動物の好きなニオイのガスの入ったスプレー。マンガ肉が描かれたスプレー缶に入っている。

### ワンニャンごっこつけ耳
ワンニャンごっこつけ耳（ワンニャンごっこつけみみ）は、『大長編ドラえもん のび太のワンニャン時空伝』および映画に登場する。
犬やネコの耳を象ったつけ耳。これを頭に着けると、尻から尻尾がひとりでに生え、犬のような人間やネコのような人間になりきることができる。
類似品として、『ドラえもん のび太とアニマル惑星』に登場した「動物ごっこ帽子」がある。

## 参考資料

### 書籍
- 『映画アニメドラえもん・エスパー魔美 《のび太のパラレル西遊記/ 星空のダンシングドール》』小学館〈コロコロコミックデラックス 16〉、1988年発行。ISBN 4-09-101016-4
- 『映画アニメドラえもん・ドラミちゃん 《のび太の日本誕生/ ミニドラSOS!!!》』小学館〈コロコロコミックデラックス 17〉、1989年発行。ISBN 4-09-101017-2
- 『映画ドラミちゃん ミニドラSOS!!!』小学館〈ぴょんぴょん増刊号〉、1989年発行。
- 『映画アニメドラえもん のび太とアニマル惑星』小学館〈コロコロコミックデラックス 18〉、1990年発行。ISBN 4-09-101018-0
- 『映画アニメドラえもん のび太のドラビアンナイト・ドラミちゃん アララ♥少年山賊団!』小学館〈コロコロコミックデラックス 19〉、1991年発行。ISBN 4-09-101019-9
- 『映画アニメドラえもん のび太とブリキの迷宮・ドラミちゃん ハロー恐竜キッズ!!』小学館〈コロコロコミックデラックス 21〉、1993年発行。
- 三谷幸広『RPGドラえもん 超ゲームコミック』小学館、1994年発行。ISBN 4-09-174061-8
- 「映画ドラえもん超全集&増補改訂版」

2025年4月28日発行

### ウェブサイト
- 映画ドラえもん25周年公式サイト